# Miguel Segura
Miguel Antonio Segura Vargas, né le 2 septembre 1963 à San Juan de Tibás au Costa Rica, est un footballeur international costaricien. Il évoluait au poste de gardien de but.

## Biographie
Miguel Segura est retenu par le sélectionneur Bora Milutinović afin de participer à la Coupe du monde 1990 organisée en Italie. Lors du mondial, il officie comme troisième gardien et ne joue aucun match.